# 日吉神社 (南相馬市)
日吉神社（ひよしじんじゃ）は、福島県南相馬市鹿島区の神社。

## 歴史
1347年（正平2年・貞和2年）に創建された。陸奥国伊達郡（現・福島県伊達市）の霊山城が北朝方によって攻め滅ぼされた際、南朝方の落人が当地に逃れ、山王権現を祀る神社を創建したのが起源である。
霊山城落城の際に、敵軍の追及から逃れるため様々な姿に変装したという。これが相馬地域に伝わる「宝財踊り」の起源といわれている。
当社では、12年に1度申年に「日吉神社のお浜下りと手踊」と呼ばれる大祭が開催される。この時は約5キロメートル東の烏浜まで神輿が渡御し、岸辺で海水による潮垢離が行われる。その渡御の途中で神楽などが奉納されるものである。浜通りで随一の規模と内容であることから、福島県の重要無形民俗文化財に指定されている。

## 文化財
- 日吉神社のお浜下りと手踊（福島県指定重要無形民俗文化財 昭和53年4月7日指定）[3]

## 交通アクセス
- 鹿島駅より徒歩22分。